# Gare d'Old Elm
La gare d'Old Elm (anciennement la gare de Lincolnville) est une gare de trains de banlieue à Whitchurch-Stouffville en Ontario. La gare est située à l'angle de Tenth Line et de Bethesda Side Road dans le nord-est de Stouffville. La gare est desservie par la ligne Stouffville de GO Transit. Old Elm est le terminus nord-est du service ferroviaire sur la ligne de Stouffville. La gare a été ouverte le 2 septembre 2008.

## Situation ferroviaire
Depuis la gare de Stouffville, la ligne continue vers le nord et le nord-est, entre dans les champs des agriculteurs sur trois kilomètres avant de se terminer à cette gare. À la gare d'Old Elm, les passagers peuvent voir un grand garage où les trains de Stouffville passent la nuit. La voie ferrée continue vers le nord-est, dans un paysage plus sauvage, alors que la ligne serpente à travers les bois et le long des vallées fluviales. Elle passe devant le centre du village de Goodwood, qui a vu pour la dernière fois un service de trains de passagers vers Toronto dans les années 1950. Uxbridge est encore plus loin, le long des nombreuses courbes de la voie qui suit une rivière. Bien que les passagers du réseau GO ne puissent pas voir ces paysages, ils y ont accès. Le York-Durham Heritage Railway propose un service de train touristique et de train-restaurant le dimanche entre Stouffville et Uxbridge. Un service spécial pour le feuillage d'automne a lieu en octobre.

## Histoire
Lors de la mise en service de la ligne Stouffville, il n'y avait qu'un seul train pour Union le matin, et un seul train pour Stouffville en fin d'après-midi. Au fur et à mesure que le nombre de passagers augmentait, d'autres trains ont été ajoutés, et il était clair que Stouffville n'avait pas une capacité suffisante pour accueillir tous les trains dont la ligne aurait bientôt besoin.
Les travaux ont commencé sur un novueau chantier situé à trois kilomètres au nord-est de Stouffville, près du village de Lincolnville. Le triage de Lincolnville a ouvert ses portes en 2007 et peut accueillir jusqu'à six trains de douze wagons. Le triage a permis de prolonger la desserte de Lincolnville, qui sert de stationnement pour les navetteurs venant du nord des régions de York et de Durham, et de faire passer les trains de six à dix voitures. La gare de Lincolnville a été ouverte au public le 2 septembre 2008.
À cette époque, cinq trajets aller-retour étaient en service entre Union et Stouffville. Tous ces trajets ont été prolongés jusqu'à Lincolnville. Un sixième trajet aller-retour a été ajouté en 2013. En outre, GO a réagi à l'affluence ds passagers en faisant des trois derniers parcours du matin et des quatre premiers parcours de l'après-midi des trains de douze voitures. Cela s'est produit à l'automne 2012, et le quai a été prolongé pour accueillir la longueur supplémentaire en décembre de la même année.
GO Transit a également pris certaines mesures pour s'assurer d'augmenter la capacité de la ligne et d'éliminer les goulots d'étranglement. Le croisement avec la subdivision York, très utilisé, a été éliminé lorsque la ligne a été acheminée dans un passage souterrain sous les voies de marchandises, éliminant ainsi les conflits potentiels avec les trains de marchandises et accélérant le service. L'espace disponible était suffisant pour doubler les voies et des voies supplémentaires ont été ajoutées.
Le 31 décembre 2016, Metrolinx a ajouté un septième train circulant à partir de Lincolnville le matin, et d'Unionville l'après-midi. Le 26 juin 2017, ce nombre est passé à neuf allers-retours. Le 2 novembre 2019, un service de train horaire en fin de semaine a été lancé entre Union et Mount Joy, avec quelques trajets le matin et tard le soir desservant Lincolnville. La pandémie de COVID-19 a obligé Metrolinx à réduire le service, en éliminant le service de train de fin de semaine et en réduisant le nombre de voyages à l'heure de pointe à partir de Lincolnville, mais en 2021, le service bidirectionnel de sept jours avait été rétabli et huit voyages circulaient à nouveau entre Union et Lincolnville.
Le 27 septembre 2021, Metrolinx a annoncé qu'à compter du 16 octobre, la gare de Lincolnville serait rebaptisée Old Elm. Ce changement de nom est survenu parce que les plans d'une nouvelle gare au sud de l'emplacement de l'ancienne gare menaçait d'abattre un orme historique de 200 ans. Les membres de la communauté se sont mobilisés contre ce projet et, après avoir modifié ses plans, Metrolinx a décidé d'honorer les efforts de la communauté avec le changement de nom. La nouvelle gare a été mise en chantier en 2020 et devrait ouvrir en 2022. Elle offre des installations plus sûres et plus pratiques aux passagers qui se rendent à la gare, sans oublier 672 nouvelles places de stationnement. Les passagers n'auront plus à monter dans les trains à la gare de triage. Ce déménagement permettra également à Metrolinx d'grandir la cour de Lincolnville pour accueillir davantage de trains.

## Service aux voyageurs

### Accueil
La gare d'Old Elm est une gare sans personnel. Les passagers peuvent acheter un billet ou recharger leur carte Presto dans un distributeur automatique, acheter un billet électronique avec un téléphone intelligent, et payer par carte de crédit sans contact ou portefeuille électronique auprès d'un valideur. La gare est équipée d'un abri de quai chauffé, d'un téléphone payant, d'un débarcadère et d'un stationnement incitatif. Des places réservées sont disponibles au stationnement incitatifs. La gare est accessible aux fauteuils roulants.

### Dessert
À partir du 8 avril 2023, six trains partent de cette gare aux heures de pointe du matin à destination de la gare Union de Toronto, et six trains en provenance d'Union terminent à cette gare.
Un service de bus en heures creuses est proposé entre Uxbridge et la gare Union de Toronto, à l'exception des gares de Milliken, d'Agincourt et de Kennedy. Certains bus en direction de Toronto nécessitent une correspondance à la gare de Mount Joy.

### Intermodalité
La gare de Stouffville est desservie par la ligne 70 de GO Transit vers Uxbridge, et la ligne 71 vers Uxbridge et la gare Union.
Aucun autobus de York Region Transit ne dessert la gare.